# 中村康人
中村 康人（なかむら やすと、1969年〈昭和44年〉10月17日 - ）は、瀬戸内海放送(KSB)の元アナウンサー、KSB・FM香川アナウンススクール校長。

## 人物・略歴
大分県中津市出身。1993年に福岡大学を卒業した後、この年10月に開局した大分朝日放送（OAB）に入社。
2000年にOABを退社。その後青年海外協力隊の隊員に応募し、2001年12月から2年間ブータンに派遣された。ブータンでは現地放送局の番組の企画や演出指導も手掛けていた。
2004年1月に帰国した後、KSBに入社し、アナウンサーに復帰した。
2019年4月より、KSB・FM香川アナウンススクール校長兼務。

## 担当番組

### KSBの担当番組
- Newsジェニック
- 高校生と見つける、私たちのSDGs（ナビゲーター）
- おかやま100人カイギ

出典:

### 過去の担当番組（KSB・OAB）
- おおいた元気風
- OABプライムニュース
- KSBスーパーJチャンネル
- 高校野球中継